# Tinamú de Xile
El tinamú de Xile (Nothoprocta perdicaria) és una espècie d'ocell de la família dels tinàmids (Tinamidae) endèmic de Xile.

## Descripció
- Fa uns 30 cm de llargària, amb la femella major que el mascle.
- De color marró per sobre, amb plomes combinades de negre i blanquinós.
- Galtes, gola i pit color terrós, amb flancs i abdomen més clars.
- Cua molt curta. Mandíbula superior color de banya i inferior groguenca. Potes grogues.[1]

## Hàbitat i distribució
Habita praderies, matollars, zones arbustives i camps de conreu del centre de Xile.

## Subespècies
S'han descrit dues subespècies:
- N. p. perdicaria (Kittlitz, 1830). Des de la Regió d'Atacama fins al Xile central.
- N. p. sanborni Conover, 1924. A Xile central, al sud de la subespècie tipus.